# Theo Diergaardt
Theo Vivian Diergaardt (* 26. Mai 1970 in Rehoboth, Südwestafrika; † 22. Juli 2020 in Windhoek) war ein namibischer Politiker der SWAPO.
Diergaardt wuchs in Rehoboth und besuchte die dortige Dr.-Lemmer-Oberschule. Er ging anschließend an das Peninsula Technikon in Südafrika und machte sein Diplom in Kosten- und Management-Buchführung. Anschließend erhielt er ein Höheres Diplom und einen Master am Technikon SA.
Für die SWAPO war er von 2004 bis 2015 Regionalratsabgeordneter für den Wahlkreis Rehoboth-Stadt (West) und saß für die Region Hardap im namibischen Nationalrat. Im Januar 2011 wurde Diergaardt zum Vizeminister im Ressort für Ländereien und Umsiedlung und wechselte vier Jahre später ins Landwirtschaftsministerium.
Diergaardt starb nach kurzer Krankheit im Alter von 50 Jahren.